# 2132 Zhukov
2132 Zhukov este un asteroid din centura principală, descoperit pe 3 octombrie 1975 de Liudmila Cernîh.